# Tabloid Junkie
Tabloid Junkie è una canzone eseguita dall'artista americano Michael Jackson. La canzone è apparsa come undicesima traccia del disco 2 del nono album in studio di Jackson, HIStory: Past, Present and Future - Book I, pubblicato nel 1995. La canzone è stata scritta, composta e prodotta da Michael Jackson, Jimmy Jam e Terry Lewis.
Il brano ha ricevuto recensioni generalmente positive da parte della critica musicale. È di genere funk rock, con testi che riguardano i pregiudizi dei mass media e la copertura negativa dei pettegolezzi su Jackson e la sua vita personale, simile ad alcune canzoni precedenti registrate da Jackson come Leave Me Alone. Tabloid Junkie è una delle sette canzoni dell'album ad essere rivolte ai media.
Il brano non ha mai avuto un video ufficiale e non è mai stato interpretato dal cantante dal vivo in nessuno dei suoi tour e concerti ma, dal 2013, fa parte della scaletta delle canzoni interpretate dai 63 ballerini e performer nel residency show del Cirque du Soleil Michael Jackson: One a Las Vegas.

## Descrizione
Analogamente a Leave Me Alone (1987), Why You Wanna Trip on Me (1991) e numerosi altri brani presenti anche in HIStory, Tabloid Junkie parla della lotta tra Jackson ed i tabloid. Il brano cita, nella sua durata, alcuni rumor mai confermati legati a Jackson e pubblicati dai media scandalistici, e non solo, nel corso degli anni, i quali sostenevano, tra le varie cose: che dormisse in una camera iperbarica per rallentare il processo di invecchiamento, utilizzando una foto di lui sdraiato in una camera iperbarica di vetro, in realtà scattata a Jackson quando la utilizzò al Brotman Memorial Hospital, dopo aver subito ustioni di secondo e terzo grado allo scalpo durante uno spot della Pepsi nel 1984; che si fosse distaccato dalla realtà dopo l'adozione dello scimpanzé Bubbles; che si fosse offerto di acquistare le ossa di Joseph Merrick, alias "l'uomo elefante"; tutte queste storie furono poi smentite dallo stesso Jackson, riuscendo, tuttavia, a dar vita al soprannome dispregiativo "Wacko Jacko". Secondo l'ex manager di Jackson, Frank DiLeo, molte di queste storie vennero date in pasto ai media dallo stesso manager su suggerimento del cantante (mentre Jackson ha sempre negato questa teoria) dichiarando che quando Jackson smise di far trapelare storie false alla stampa, questa iniziò a inventarne di proprie. Per questo e per altri motivi, DiLeo fu licenziato da Jackson nel 1989.
Nel 1993, Jackson venne per la prima volta accusato di presunte molestie sessuali su minore e i mass media, specialmente quelli scandalistici, pubblicarono vari presunti scoop sulle accuse creando un linciaggio mediatico dell'artista nonostante non vi fossero prove della sua colpevolezza e non si fosse mai arrivati ad un processo equo nei confronti del cantante, che risolse pertanto le accuse tramite un accordo extragiudiziale con la famiglia del ragazzo. A causa dell'accordo firmato, al cantante non era permesso parlare pubblicamente delle accuse coi media, ma questo non gli impedì di difendersi e raccontare la sua versione tramite la sua musica e, pertanto, Tabloid Junkie fu una delle tante canzoni dell'album tramite cui Jackson rispose a tali accuse, da lui definite false, e al trattamento subito a causa dei media.
La canzone cita poi molti altri rumor riportati dai media scandalistici nel corso degli anni e riferiti ad altri artisti, come un passaggio in cui Jackson canta: «She's blonde and she's bisexual», secondo alcuni una citazione di un rumor riferito alla cantante Madonna.

## Composizione
Tabloid Junkie è una canzone funk rock. Per tutta la durata del brano, Jackson canta con una voce più veloce del solito. È un appello al pubblico a non credere a tutto ciò che dicono i tabloid; e i testi parlano di pregiudizi dei media e di giornalismo sensazionalista su Jackson e in generale.
Jackson usa la canzone per criticare i giornalisti, descrivendo come è stato colpito dalla copertura mediatica su di lui e come i giornalisti abbiano usato titoli sensazionalistici per metterlo in cattiva luce.
La canzone è suonata nella tonalità di Mi ♭ minore e in indicazione del tempo comune. Ha ritmi pesanti e una base di beatboxing di Jackson. L'estensione della voce di Jackson va da C♭4 a D♭5. Il tempo della canzone è moderato e il suo metronomo è di 111 battiti al minuto.

## Accoglienza
Tabloid Junkie ha ricevuto recensioni principalmente positive da parte della critica musicale contemporanea. James Hunter, uno scrittore per Rolling Stone, ha descritto Tabloid Junkie, così come Scream, un'altra traccia dall'album, come «due avventurosi pezzi di Jam e Lewis» che «funzionano completamente», commentando che «la voce scivolosa di Jackson è catturata in gigantesche costruzioni funk-rock». Jim Farber, del New York Daily News, disse che Tabloid Junkie suonava «come una satira virtuale» del «suono beat ideato» da Jam e Lewis negli anni '80. David Browne, di Entertainment Weekly, scrisse che Tabloid Junkie «si avvicina alla trascendenza come nessun altro brano dell'album» e descrisse il ritornello come «il più accattivante e motivato di Jackson degli ultimi anni». Patrick Macdonald, del Seattle Times, invece, ha dichiarato che Tabloid Junkie era un «falso attacco a notizie sensazionalistiche» su Jackson, aggiungendo che la maggior parte delle storie fossero state «piantate» da Jackson stesso.